# Alburnoides taeniatus
Alburnoides taeniatus — риба родини ялецеві роду бистрянка (Alburnoides). Поширена у Центральній Азії у басейні Сирдар'ї, Амудар'ї, Зарафшану і Чу. Прісноводна бентопелагічна риба, до 9 см довжиною.